# Ismael Diawara
Ismael Diawara (ur. 11 listopada 1994 w Örebro) – piłkarz malijski grający na pozycji bramkarza. Od 2021 jest piłkarzem klubu Malmö FF.

## Kariera klubowa
Swoją karierę piłkarską Diawara rozpoczął w klubie Rynninge IK, w którym w 2011 roku zadebiutował w Division 2 (czwarty poziom rozgrywkowy). W 2014 roku przeszedł do grającego w Division 1, BK Forward z miasta Örebro. Z kolei w 2015 roku grał w norweskim trzecioligowcu FK Gjøvik-Lyn, a w 2016 roku występował w trzecioligowym Landskrona BoIS. W 2017 roku grał w czwartoligowym Motala AIF.
Na początku 2018 Diawara został zawodnikiem drugoligowego Degerfors IF. 3 listopada 2018 zadebiutował w nim w wygranym 4:0 domowym meczu z Gefle IF. W sezonie 2020 wywalczył z Degerfors awans z Superettan do Allsvenskan.
W sierpniu 2021 Diawara przeszedł do Malmö FF. Swój debiut w nim zaliczył 29 sierpnia 2021 w przegranym 1:2 wyjazdowym meczu z Hammarby IF. W sezonie 2021 wywalczył z Malmö mistrzostwo Szwecji.
| Sezon | Klub            | Kraj     | Rozgrywki   | Mecze | Gole |
| ----- | --------------- | -------- | ----------- | ----- | ---- |
| 2011  | Rynninge IK     | Szwecja  | Division 2  | 4     | 0    |
| 2012  | Rynninge IK     | Szwecja  | Division 2  | 6     | 0    |
| 2013  | Rynninge IK     | Szwecja  | Division 2  | 22    | 0    |
| 2014  | BK Forward      | Szwecja  | Division 1  | 25    | 0    |
| 2015  | Gjøvik Lyn      | Norwegia | 2. divisjon | 24    | 0    |
| 2016  | Landskrona BoIS | Szwecja  | Division 1  | 10    | 0    |
| 2017  | Motala AIF      | Szwecja  | Division 2  | 26    | 0    |
| 2018  | Degerfors IF    | Szwecja  | Superettan  | 2     | 0    |
| 2019  | Degerfors IF    | Szwecja  | Superettan  | 30    | 0    |
| 2020  | Degerfors IF    | Szwecja  | Superettan  | 21    | 0    |
| 2021  | Degerfors IF    | Szwecja  | Allsvenskan | 13    | 0    |
| 2021  | Malmö FF        | Szwecja  | Allsvenskan | 3     | 0    |

## Kariera reprezentacyjna
W reprezentacji Mali Diawara zadebiutował 14 listopada 2021 w wygranym 1:0 meczu eliminacji do MŚ 2022 z Ugandą, rozegranym w Agadirze. W 2022 został powołany do kadry na Puchar Narodów Afryki 2021, jednak nie rozegrał na nim żadnego meczu.